# Leptostylis spinescens
Leptostylis spinescens is een zeekommasoort uit de familie van de Diastylidae. De wetenschappelijke naam van de soort is voor het eerst geldig gepubliceerd in 1987 door Gamo.